# Гарагонич Василь Васильович
Василь Васильович Гарагонич (нар. 18 липня 1959, село Станово, Мукачівський район, Закарпатська область — пом. 23 липня 2020) — український журналіст, науковець, педагог, громадський діяч. Доктор історичних наук, професор, заслужений працівник освіти України, член Національної спілки журналістів України, шеф-редактор «Панорама Медіа Групи».

## Життєпис
Народився у вчительській сім'ї. Мати — Софія Юріївна, вчитель російської мови та літератури, батько — Василь Андрійович, заслужений вчитель України, багаторічний заступник директора Мукачівського кооперативного технікуму.
Навчався у Мукачівській середній школі № 2 імені Тараса Шевченка, яку у 1976 році закінчив із золотою медаллю. Далі вступив на історичний факультет Ужгородського державного університету, який закінчив у 1981 році. Пізніше вступив у Мукачівський кооперативний технікум (на заочну форму), де навчався до 1985 року та отримав диплом з відзнакою. У 2011 році (вступив у 2008 році) завершив навчання у докторантурі Національного педагогічного університету імені Михайла Драгоманова (м. Київ).
Після закінчення УжДУ залишився на роботі в університеті. Від 1981 по 1985 роки працював лаборантом науково-дослідного сектору, старшим лаборантом кафедри, інженером, редактором університетської багатотиражної газети «Радянський студент», диспетчером навчального відділу, за сумісництвом — викладачем та старшим викладачем кафедри історії СРСР.
Від 1985 по 1986 рік працював вчителем історії Мукачівського кооперативного технікуму, з 1986 по 2000 роки Мукачівського педагогічного училища (нині — гуманітарно-педагогічний коледж Мукачівського державного університету). З 1998 по 2006 роки був доцентом Мукачівського технологічного інституту, за сумісництвом. У 2006—2007 роках — перший декан новоствореного факультету туризму Мукачівського технологічного інституту (нині Мукачівський державний університет).
З 2008 по 2011 роки — докторант кафедри історії України Інституту історичної освіти Національного педагогічного університету імені М. П. Драгоманова. Докторську дисертацію на тему: «Транскордонне співробітництво в євроінтеграційній стратегії України 1991—2011 рр.» захистив 13 квітня 2012 року у спеціалізованій Вченій раді НПУ імені М. П. Драгоманова.
З 2008 по 2010 роки — доцент Мукачівського державного університету, за сумісництвом.
Василь Гарагонич також був професором кафедри Закарпатського державного університету, за сумісництвом із 2009 по 2011 роки, професором кафедри Київського славістичного університету (Закарпатська філія) у 2012—2013 роках, професором кафедри Східноєвропейського слов'янського університету з 2013 року.
Василь Гарагонич помер 23 липня 2020 року внаслідок захворювання на коронавірусну інфекцію.

## Журналіст
З 2000 року — головний редактор, а з 2011 року — шеф-редактор газети «Панорама» та «Панорама Медіа Групи»
Василь Гарагонич, як журналіст:
- був членом редколегії науково-методичного журналу «Освіта Закарпаття»,
- співпрацював з газетою «Освіта України» та низкою інших періодичних видань, де написав кілька сотень газетних публікацій,
- стажувався у Сполучених Штатах Америки у рамках програми «Громадські зв'язки», 2000 рік,
- стажувався в Дослідницькому центрі Словацької асоціації зовнішньої політики у 2009—2010 роках, Бібліографічний покажчик Василя Гарагонича налічує понад 1500 праць.

## Громадська діяльність
Член Союзу журналістів СРСР (з 1983), згодом — Національної спілки журналістів України. Був членом правління Закарпатської обласної організації Національної спілки журналістів, делегатом XII з'їзду НСЖУ.
Член Міжнародної федерації журналістів (з 2011).

## Відзнаки
- Відзнаки «За розвиток регіону» Закарпатської облдержадміністрації (2004), Закарпатської обласної ради (2009),
- Грамота Верховної Ради України «За заслуги перед Українським народом» (2006),
- Почесне звання Заслужений працівник освіти України (2009)
- Відзнака Закарпатської обласної ради та Закарпатської обласної державної адміністрації «За розвиток Закарпаття» (2019)
- Почесний знак Національної спілки журналістів України 92005)
- Постановою секретаріату НСЖУ нагороджений Золотою медаллю української журналістики (2009)
- «Відмінник освіти України» (1998)
- відзнака Національного педагогічного університету імені М. П. Драгоманова (2019, срібна медаль «Михайло Петрович Драгоманов 1841—1895 рр»), — почесна відзнака
- нагрудний знак Міністерства освіти і науки України «За наукові та освітні досягнення» (2020)
- нагороджений церковними відзнаками — Орденом Святого Миколи Чудотворця ІІІ ступеня (2013), Архієрейською грамотою УПЦ в благословення за старанні труди в славу святої Церкви (2000), медаллю УПЦ святого Рівноапостольного князя Володимира ІІ ступеня (2005), орденом УПЦ Почаївської ікони Пресвятої Богородиці (2010), Орденом Української Православної Церкви Преподобного Нестора Літописця ІІ ступеня (2013), Грамотою в благословення за старанні труди на славу Святої Православної Церкви та Орденом-відзнакою Мукачівської православної єпархії (2015)

## Пам'ять
У пам'ять про Василя Гарагонича вийшла книга «Світло далекого вирію…» (2021, Ужгород, видавництво «РІК-У», 400 с.)
В Державному архіві Закарпатської області створений особовий фонд Василя Гарагонича.
У листопаді 2023 року у місті Мукачеві вулиця Кастуся Калиновського перейменована в вулицю професора Василя Гарагонича.